# 피레네산맥
피레네산맥(-山脈; 프랑스어: Les Pyrénées, 스페인어: Los Pirineos, 오크어: Los Pirenèus, 카탈루냐어: Els Pirineus, 영어: Pyrenees)은 유럽 남서부에 있는 산맥이다. 프랑스와 스페인의 국경을 이루고 있다. 이 산맥은 칸타브리아 산맥과의 합일 지점부터 지중해 연안의 크레우스 곶까지 거의 500km에 걸쳐 뻗어 있으며, 아네토산의 고도는 3,404m(11,168피트)에 이른다.
대부분 스페인과 프랑스 사이에 경계를 형성하며 그 사이에 안도라라는 작은 국가가 끼어 있다. 역사적으로 [[아라곤의 왕국과 나바라 왕국은 산맥의 양쪽으로 뻗어 있었다.

## 기후
비와 눈을 포함하여 이 산맥에 내리는 강수량은 대서양에서 비스케이 만 위로 불어오는 습한 공기로 인해 피레네 산맥 동부보다 서부에서 훨씬 더 많다. 서부와 중부 피레네 산맥에 습기가 떨어지면, 동부 피레네 산맥에는 공기가 건조한 채로 남는다. 겨울 평균 기온은 −2°C(28°F)이다.
산맥의 단면은 여러 측면에서 다양하다. 서부와 눈이 많이 내리는 중앙 피레네 산맥에는 빙하가 있지만 동부 피레네 산맥에는 빙하가 발달할 만큼 눈이 부족하기 때문에 빙하가 없다. 빙하는 피레네 산맥 중부의 북쪽 경사면에 국한되어 있으며, 알프스 산맥처럼 계곡 아래로 내려가지 않고 산맥 방향을 따라 가장 긴 길이를 가지고 있다. 실제로 이것들은 가장 높은 산 꼭대기 근처의 좁은 지역에 형성된다. 이곳에도 중부 유럽의 다른 산맥과 마찬가지로 빙하 기간 동안 빙하가 훨씬 더 넓어졌다는 실질적인 증거가 있다.
연간 적설선은 피레네 산맥의 각 지역마다 해발 약 2,700~2,800m(8,900~9,200피트)까지 다양하다. 평균적으로 계절성 눈은 12월과 4월 사이에 1,600미터(5,200피트) 이상에서 적어도 50% 이상 관찰된다.